# Anthophora cunicularia
Anthophora cunicularia är en biart som beskrevs av Heinrich Friese 1914. Anthophora cunicularia ingår i släktet pälsbin, och familjen långtungebin. Inga underarter finns listade i Catalogue of Life.